# ウォンテッド Mr.クリスマス
『ウォンテッド Mr.クリスマス』（フランス語: 3615 code Père Noël）は、1989年制作、1990年公開 のルネ・マンゾール監督によるフランス映画。日本ではDVD未発売。VHS字幕版でのみ発売。ヒット作『ホームアローン』との類似性が指摘されている,。
本作の主演を務めたアラン・ラランは監督の息子である。

## ストーリー
10歳の少年トマはパソコンで本物のサンタと出会い会話して、住所を入力する。そして本当に来てくれると信じて家にサンタを捕まえる計画をする。
だが、サンタは家に来るや否やトマの愛犬JRを殺害する。それにおびえたトマは祖父のパピーと共に隠れ家に逃げ込む。母のジュリーに電話で知らせようとするも先回りされてしまう。やむを得ずトマはコンピューターを通じて救援を呼び、危うい所のパピーをやっとのことで救出する。トマはサンタをサウナ室に閉じ込めるが、逆に足を刺された。駆け付けた友人と共にサンタに方向指示機を取り付け、反撃を始めようとした所へ警官が到着する。しかし、ほっとする間もなくパピーの糖尿病が悪化、インシュリンを取りにパトカーで向かうが、後部座席にいたサンタが襲いかかり、車は木に撃突する。やっとの思いで逃げ出したトマは死んだ警官のピストルを握り、銃口をサンタに向ける。

## キャスト
- ジュリー（トマの母） - ブリジット・フォッセー
- パピー（トマの祖父） - ルイ・デュクルー
- サンタクロース - パトリック・フラールシェン
- トマ - アラン・ララン[注釈 1]
- ローラン（ジュリーの同僚） - フランソワ＝エリック・ジャンドロン
- ピルー（トマの友） - ステファン・ルグロ
- 警察官 - フランク・カピーエリー
- ルイーズ（料理人） - ニコル・ロシェ
- シャルル（庭師） - ジェデオン
- プランタン（ジュリーの共同経営者） - シャルル・ド・フェラル
- 少女 - マリオン・ビューロー
- 道化師 - ムース
- 宅配人 - エドモン・タネル
- 在庫担当者 - ルネ・マンゾール

1990年12月20日の『木曜洋画劇場』にて、日本語吹替版が製作・放送された。

## スタッフ
- 監督 - ルネ・マンゾール（フランス語版）
- 脚本 - ルネ・マンゾール
- 製作総指揮 - ジャングル、シャルル・ド・フェラル
- 撮影 - ミシェル・シャルル・ガフィエール
- 音楽 - ジャン＝フェリックス・ララン（フランス語版）※監督の弟。

## 主題歌
本作の主題歌はボニー・タイラーが歌う「メリー・クリスマス」("Merry Christmas")が使われた。同楽曲の作詞者であるフランシス・ラランおよび、作曲者のジャン＝フェリックス・ラランはいずれも監督の兄弟である。また、編曲はミッシェル・オリヴィエが担当した。